# 小伝馬町郵便局
小伝馬町郵便局（こでんまちょうゆうびんきょく）は、東京都中央区日本橋小伝馬町にある郵便局である。民営化前の分類では無集配普通郵便局であった。

## 概要
住所：〒103-0001 東京都中央区日本橋小伝馬町10-10
- 局舎や風景印も江戸時代の日本橋をイメージした特徴的なものとなっている。
- 局舎は4階建ての自局ビルで、1階が郵便窓口、2階が貯金・保険窓口となっている。
- 一般的な郵便局よりも郵便窓口の営業時間が長くなっている。

## 沿革
- 1876年（明治9年）
  - 1月1日 - 日本橋小伝馬町三丁目郵便受取所として開局[2]。
  - 4月1日 - 貯金預所を開設[2]。
- 1882年（明治15年） - 郵便分局となるも、翌1883年（明治16年）5月に郵便受取所に戻る[2]。
- 1898年（明治31年）11月16日 - 日本橋小伝馬町郵便受取所に改称[2]。
- 1905年（明治38年）
  - 3月11日 - 電信取扱所を開設[2]。
  - 4月1日 - 日本橋小伝馬町郵便局（三等）となる[2]。
- 1929年（昭和4年）1月26日 - 日本橋小伝馬町郵便局を廃止[3]。同日、小伝馬町郵便局（二等）を設置すると共に、電信および電話通話事務を開始[4]。
- 1949年（昭和24年）6月1日 - 逓信省が郵政省と電気通信省に分割するのに伴って、小伝馬町郵便局と小伝馬町電報局に分割[5]。
- 1999年（平成11年）4月1日 - 風景印使用開始。
- 2007年（平成19年）10月1日 - 民営化。
- 2010年（平成22年）10月1日 - 風景印に「東京」の文字を付加。
- 2012年（平成24年）10月1日 - 日本郵便株式会社発足。

## 取扱内容
- 郵便、印紙、ゆうパック、内容証明
- 貯金、為替、振替、振込、国際送金、国債
- 生命保険、バイク自賠責保険、がん保険
- ゆうちょ銀行ATM

## 風景印
- 1999年4月1日使用開始。2010年10月1日に「東京」の文字を付加。
- 図案は『郵便発祥の地シンボル・伝馬』、『区花：ツツジ』。形状が円形ではない変形印で、十思公園の石町時の鐘を模っている。

## 周辺
- 東京メトロ日比谷線小伝馬町駅
- 十思公園（石町時の鐘）
- 中央区立十思保育園
- 大安楽寺
- アパホテル小伝馬町駅前
- 東横イン東京日本橋
- 日本橋消防署堀留出張所

## アクセス
- 東京メトロ日比谷線小伝馬町駅から徒歩約2分
- JR総武本線馬喰町駅から徒歩約5分
- 駐車場なし